# Військова академія протиповітряної оборони Сухопутних військ імені Маршала Радянського Союзу Олександра Василевського
50°25′59″ пн. ш. 30°28′06″ сх. д. / 50.43306° пн. ш. 30.46833° сх. д.
Військова академія протиповітряної оборони Сухопутних військ імені Маршала Радянського Союзу Олександра Василевського — військовий заклад вищої освіти СРСР, був заснований у 1974 році у місті Києві (Повітрофлотський проспект, 28) як Філія ППО Сухопутних військ Військової артилерійської академії ім. М. І. Калініна.

## Історія
- 1974—1977 рр. — Філія ППО Сухопутних військ Військової артилерійської академії ім. М. І. Калініна[1].
- 1977—1986 рр. — Військова академія військової ППО ім. Маршала Радянського Союзу Василевського О. М. Наказом Міністра оборони СРСР № 0020 від 1986 р. перейменована в Військову академію протиповітряної оборони Сухопутних військ ім. Маршала Радянського Союзу Василевського О. М.
- 1986—1993 рр. — Військова академія протиповітряної оборони Сухопутних військ ім. Маршала Радянського Союзу Василевського О. М. (ВА ППО СВ).

## Підрозділи

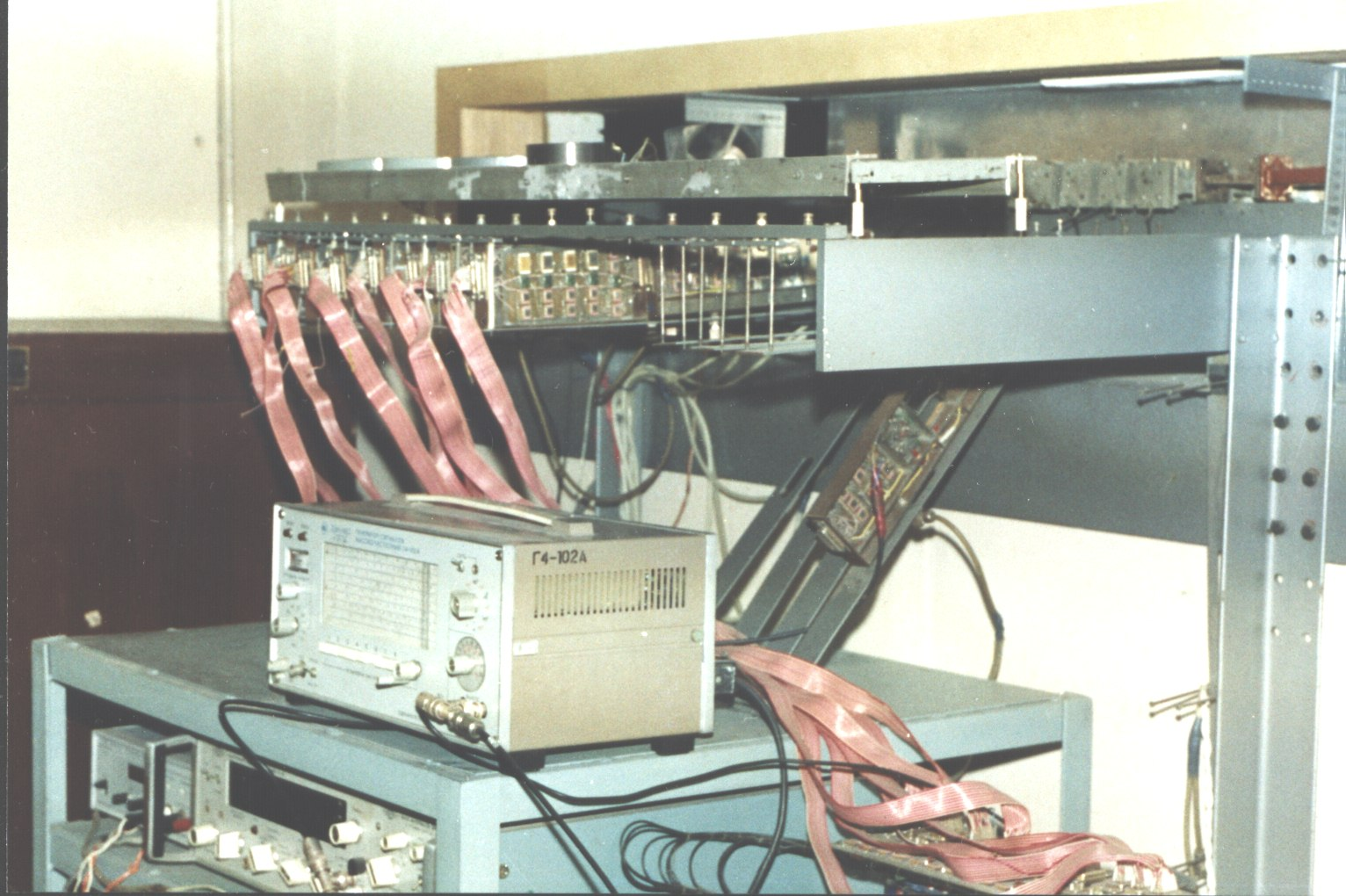
Експериментальний зразок 8-канальної ЦАР

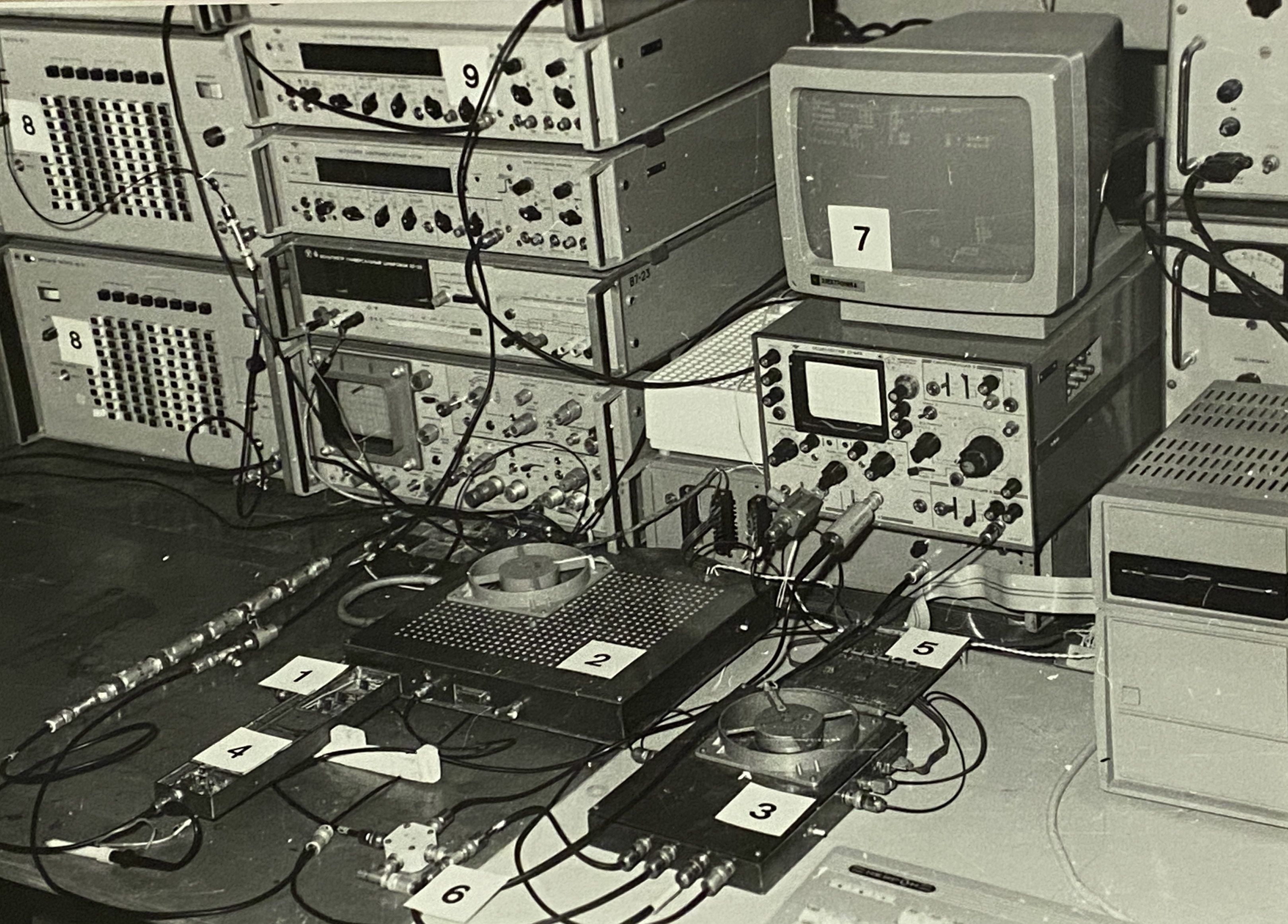
Експериментальный стенд ПНДЛ для дослідження методів надрозрізнення сигналів

### Проблемна науково-дослідна лабораторія
Головним призначенням проблемної науково-дослідної лабораторії (ПНДЛ) було проведення науково-дослідних та дослідно-конструкторських робіт, спрямованих на розвиток та впровадження технологій цифрових антенних решіток.
В 1989 р. співробітниками ПНДЛ було завершено розробку експериментального зразка 8-канальної цифрової антенної решітки, на якому проводилися наукові дослідження у період з 1989 по 1999 роки.

## Начальники академії
- 1974—1977 — Краскевич Євген Михайлович, начальник філії ППО СВ ВАА імені М. І. Калініна, генерал-лейтенант артилерії
- 1977—1983 — Кожевников Олександр Іванович, генерал-полковник артилерії
- 1983—1986 — Гончаров Леонід Михайлович, генерал-полковник артилерії
- 1986—1991 — Духов Борис Інокентійович, генерал-полковник

## Викладачі та вчені
- Оленович Іван Федорович
- Варюхін Володимир Олексійович — начальник кафедри
- Кравчук Леонід Васильович
- Лапицький Сергій Володимирович
- Мельников Володимир Миколайович
- Руснак Іван Степанович
- Слюсар Вадим Іванович

## Випускники
- Мельников Володимир Миколайович
- Лапицький Сергій Володимирович
- Галака Олександр Іванович
- Смешко Ігор Петрович (докторантура)
- Руснак Іван Степанович
- Кравчук Леонід Васильович
- Данілкін Володимир Борисович, начальник військової ППО Сухопутних військ Збройних Сил РФ (2000—2005), генерал-полковник
- Фролов Микола Олексійович, командувач військ ППО Сухопутних військ Збройних Сил РФ (2005—2008), генерал-полковник, доктор військових наук, професор, член-кореспондент Академії військових наук РФ
- Круш Михайло Кондратійович — командувач військ ППО Сухопутних військ Збройних Сил РФ (2008—2010), генерал-майор.
- Полупанов Ігор Павлович, генерал-лейтенант

## Нагороди
- Бойовий орден НДР «За заслуги перед народом і Вітчизною» в золоті (1980)
- Орден ПНР «За заслуги перед Польською народною республікою (Командор із зіркою)» (1980)
- Медаль ЧССР «За заслуги перед Чехословацькою Народною армією» І ступеня (1980)

## Галерея

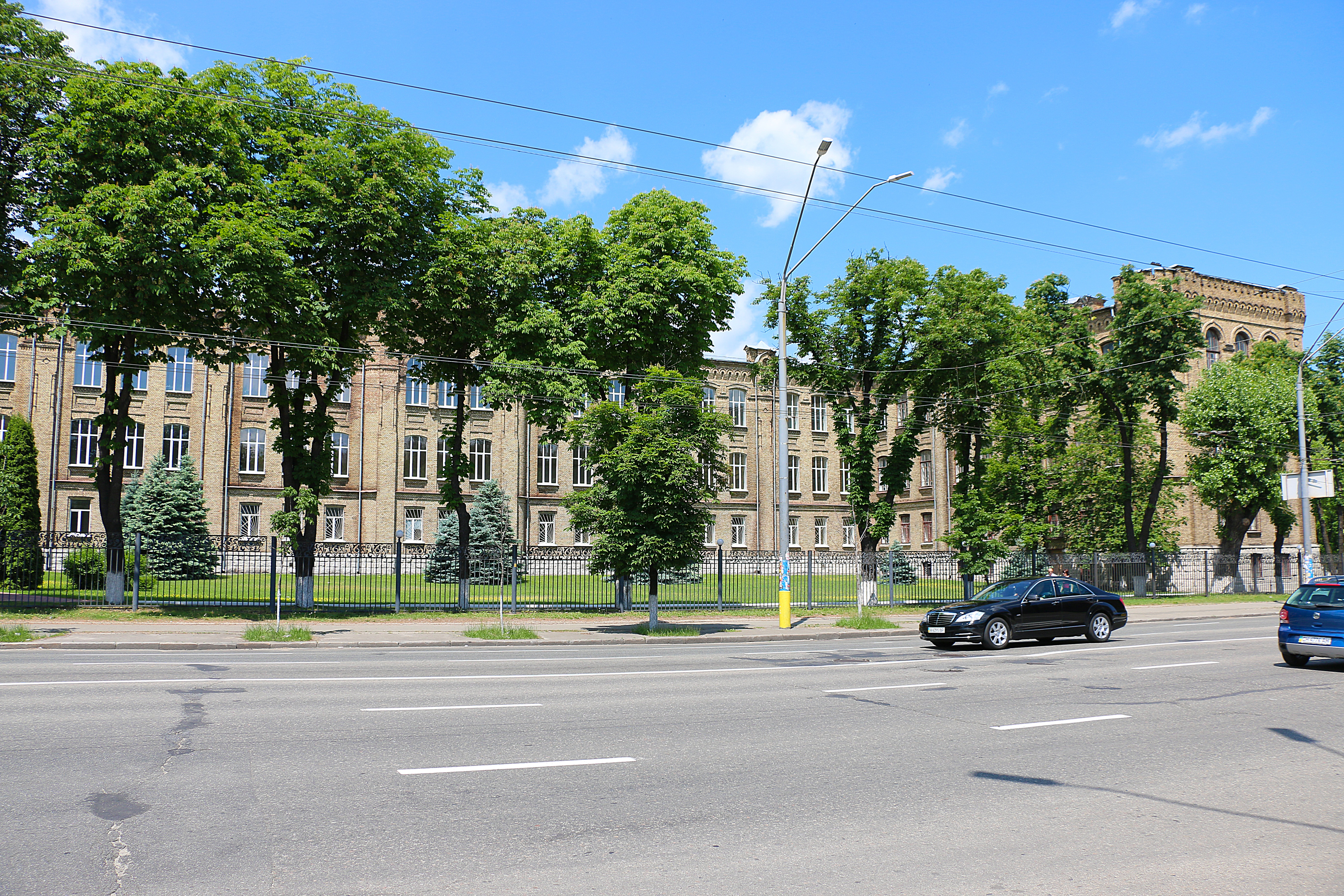
Корпус академії
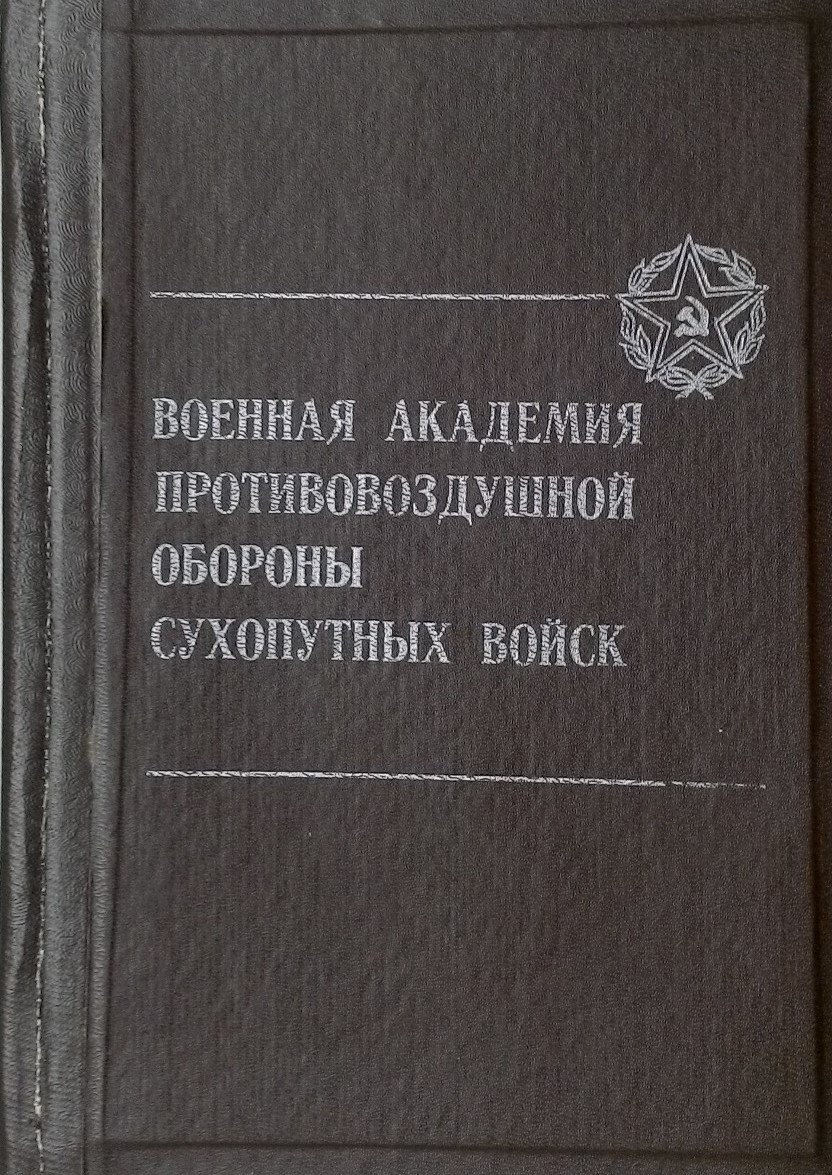
Книга «Військова академія протиповітряної оборони Сухопутних військ»